# Armando Valerio
Armando Valerio (Los Teques, 18 de abril de 1959) es un actor venezolano de teatro, televisión, modelo, locutor de comerciales y actor de doblaje por más de 30 años. Comenzó su carrera artística en RCTV en 1980, realizando pequeños papeles en telenovelas y programas especiales. Su extraordinaria versatilidad hizo que poco a poco se fuera destacando.
Comenzó su carrera artística en RCTV en 1980, realizando pequeños papeles en telenovelas y programas especiales. Su extraordinaria versatilidad hizo que poco a poco se fuera destacando, hasta que Carmelo Castro, su compañero de estudios en la "Escuela de arte escénico Juana Sujo", le escribió un personaje (Nepomuceno), en la serie infantil "La pandilla de los siete", el cual tuvo gran aceptación. Luego, el productor y actor Miguel Ángel Landa lo llama para integrar el elenco del programa de comedia "Bienvenidos" en 1982, que comenzaba en Venevisíón, donde trabajó por 2 años. Luego se dedicó a ser voz y modelo de comerciales para radio, cine y televisión hasta 1984, cuando entra al personal fijo de las productoras de doblajes Etcétera, Lipsync, LAIN, Loops e Hispanodoblajes. Hizo teatro, televisión, cine y doblaje para varias producciones y en 1992 crea su propia compañía de doblajes. Luego de algunos años decidió retirarse del medio artístico debido a una enfermedad que lo mantenía en silla de ruedas.

## Filmografía

### Animes
- Almendrita - Serpiente (ep.18)
- Cuentos universales - El príncipe ("La cenicienta"); Enanitos ("Blancanieves")

### Películas
- Eric Roberts
  - Freefall - Grant Orion
  - Los héroes del infierno - Jack
- Comando mortal 3: el juego de un asesino - Michael Rolands
- La novia de Chucky - Cura
- Patriotas falsos - Tom Lansdale
- Pasión sangrienta - Patrick Forman (Jack Coleman)
- Retroceder nunca, rendirse jamás 1 - Ian Reilly; bailarín moreno

## Películas de anime
- Magnos - Janus

### Series animadas
- Cadillacs y dinosaurios - Toulose (1.ª voz)
- Cuentos de la cripta - Kevin, Williams, Chek
- Heathcliff - Poeta; voces diversas
- Jayce y los guerreros rodantes - Amigo de Audric; varios

- Datos: Q19973761